# 바이오비쥬
주식회사 바이오비쥬(영어: Biobijou)는 대한민국의 메디컬 에스테틱 기업으로, 청담글로벌의 자회사이다.

### 내용주
1. ↑  주관사를 대신증권으로 공모가 9,100원에 상장